# Артур Фонвизин
Артур Владимирович Фонвизин е роден на 11 януари 1883 г. в Рига – починал на 19 август 1973 г. в Москва. Съветски художник, акварелист.

## Биография
Фонвизин е роден на 30 декември 1882 г. (11 януари 1883 г.) в Рига, Латвия, в семейство на лесничеи от немски произход. След завършване на гимназия през 1901 г. се записва да учи в Московското училище по живопис, скулптура и архитектура. Негови учители са К.Н. Горски, Василий Башкеев и Николай Клод. В училището се запознава с Михаил Ларионов, лидер на група от млади хора, готови да „разрушат старото изкуство“. След като групата организира изложба, неразрешена от началниците на училището, Фонвизин е изключен заедно с Михаил Ларионов и Сергей Судейкин.
През 1904 г. пристига в Мюнхен, където продължава обучението си в ателието на Геймън и Гарднър.
През 1906 г. се завръща в Русия и на първо време живее на село с родителите си.

## Творчески период
От 1907 г. до войната в ларионовата група Фонвизин е виден участник в изложбата „Синята роза“, „Стефанос“ (1909), „Младежки съюз“ (декември 1910). Участва в салона на „Златното руно“, влязло в световното изкуство. Произведенията от онзи период се характеризират като символизъм, лирически примитивизъм. Най-известни произведения от периода са „Невеста“ (1902), „Леда“ (1904), „Композиция с Христос“ (1904).
След Първата световна война Фонвизин се премества в Тамбовска губерния. Рисува сред природата и преподава живопис. През 1918 г. оглавява ателие по изобразително изкуство в Тамбов. Става член на творческата организация „Маковец“ през 1923 г. и участва в нейни изложби. Преподава в Новгородския художествен техникум през 1923 г. Завръща се в тамбовското студио по изобразително изкуство през 1926 – 1927 г. Включва се в Обществото на московските художници и Асоциацията на художниците на революционна Русия през 1928 г.
В същото време започва да работи в акварелна техника, което става негово призвание за цял живот. През 1929 г. Фонвизин посещава Ленинград, където рисува „Изглед към града“.
В началото на 1930-те години прави илюстрации на „1001 нощ“ (1932), „Германска романтична история“ (1936) и приказки на Е.Т.А. Хофман (1937).
Първата самостоятелна изложба се провежда в музея „Пушкин“ (1936). През 1937 г. по време на кампанията за борба с формализма в изкуството е причислен към „бандата на формалистите“, (трите Ф: Фалк, Фаворски, Фонвизин).
От началото на 1940-те години до смъртта му основна тема в творчеството на художника става портретът. Рисува театрални актриси в сценични костюми, циркови картини, скици от дореволюционния период, натюрморти с цветя и пейзажи.
Работата на Фонвизин е характерна с това, че рисува без скициране с молив, направо с боите на белия лист.
Заради немския му произход художникът е депортиран в Казахстан през 1943 г. Там създава циклите „Караганда“ и „Шофьори“. Живее в Пирогово и рисува пейзажи от 1958 до 1960 г.
Както преди войната, така и след нея, Фонвизин продължава да се изявява и прави самостоятелни изложби през 1940, 1944, 1947, 1955, 1958, 1969 години.
Фонвизин е удостоен със званието „Заслужил художник“ на РСФСР през 1970 г. Умира в Москва на 19 август 1973 г.
Картините, акварели, портрети, пейзажи и натюрморти на художника се съхраняват в Третяковската галерия, Музея на изящните изкуства „Пушкин“ и руски музеи. Много произведения се съхраняват и периодически се показват от студентката на художника Алла Белякова.
|  | Тази страница частично или изцяло представлява превод на страницата „Фонвизин, Артур Владимирович“ в Уикипедия на руски. Оригиналният текст, както и този превод, са защитени от Лиценза „Криейтив Комънс – Признание – Споделяне на споделеното“, а за съдържание, създадено преди юни 2009 година – от Лиценза за свободна документация на ГНУ. Прегледайте историята на редакциите на оригиналната страница, както и на преводната страница, за да видите списъка на съавторите. ВАЖНО: Този шаблон се отнася единствено до авторските права върху съдържанието на статията. Добавянето му не отменя изискването да се посочват конкретни източници на твърденията, които да бъдат благонадеждни. |